# Erhard Hruschka
Erhard Hruschka (* 13. September 1931 in Dresden; † 3. März 2012 in Hamburg) war ein deutscher Städtestatistiker sowie ein international anerkannter und geachteter Berater und Organisator für die Durchführung demokratischer Wahlen in der ganzen Welt.

## Leben
Erhard Hruschka wurde als ältestes von zwei Kindern des Beamten Herbert Hruschka und seiner Frau Liselotte geboren. Er wuchs im Stadtteil Johannstadt seiner Heimatstadt Dresden auf. Dort besuchte er die Grundschule und ging dort auch auf das Gymnasium. Schon früh erhielt er den Spitznamen „Hardi“. Bei den anglo-amerikanischen Angriffen auf seine Heimatstadt am 12. und 13. Februar 1945 wurde die Familie ausgebombt und verlor all ihr Hab und Gut.
Nach dem Einmarsch der sowjetischen Truppen verließen Herbert und Liselotte Hruschka zusammen mit ihren Kindern Dresden und siedelten sich in Pforzheim an. Die Schwester von Herbert Hruschka, die Schriftstellerin und Bühnenautorin Gertrud Hruschka, und sein Bruder mit seiner Familie, der Beamte und Ökonom Karl Hruschka, blieben in Dresden zurück.
Erhard Hruschka studierte Rechtswissenschaften an der Universität Frankfurt am Main. 1963 promovierte er mit dem Thema „Die Wirtschaftsordnungen der Weltmächte“. Seit den 1970er Jahren arbeitete er als Regierungsbeamter beim Statistischen Landesamt der Freien und Hansestadt Hamburg. Hier war er bis 1996 tätig. Gleichzeitig lehrte er als außerplanmäßiger Professor an den Universitäten Konstanz und Hamburg-Harburg die Fächer Innenpolitik und Geowissenschaften sowie Demografie und Politikberatung. Von 1976 bis 1996 war er Vorsitzender des „Verbands Deutscher Städtestatistiker“.
International war Hruschka ein gefragter Berater von Regierungen und Organisationen wie z. B. der UNO. In den 1990er Jahren organisierte er demokratische Wahlen in ehemaligen jugoslawischen Republiken, wie z. B. Mazedonien. 1998 wurde Hruschka für die EU als Wahlbeobachter nach Kambodscha entsandt. 1999 war er ebenfalls im Auftrag der EU mehrfach als Berater zum Thema „Wie kann man die kommunale Verwaltung und auf örtlicher Ebene demokratische Wahlen organisieren?“ in der Volksrepublik China tätig.
2004 organisierte er die ersten jemals durchgeführten Wahlen in Saudi-Arabien. Dies waren Kommunalwahlen.
Erhard Hruschka war Mitglied im Lions Club und stand bis Sommer 2001 als District Governor an der Spitze der norddeutschen Lions Clubs. Zudem war er Mitglied im Verband Deutscher Städtestatistiker.
Zeitlebens blieb Hruschka seiner Heimatstadt Dresden eng verbunden. Daher organisierte er Geldmittel, vor allem privater Geldgeber, für den Wiederaufbau der Dresdner Frauenkirche. Des Weiteren organisierte er Geldmittel und andere Hilfen für in Not geratenen Menschen, wie z. B. Opfern von Bürgerkriegen.
Hruschka spielte leidenschaftlich gern Klavier. Im fortgeschrittenen Alter von 40 Jahren entdeckte er seine Leidenschaft für Ausdauerlauf/Langlauf und wurde ein leidenschaftlicher Marathonläufer. Er fand beim Laufen Entspannung und lief jedes Wochenende mindestens 30 km. Hruschka hat ca. 25 Marathons in den Beinen, so auch den 100-km-Lauf von Biel und den GutsMuths-Rennsteiglauf mit 66,5 km.
Er hat zwei Söhne, Stefan und Christian. Der Sterne-Koch Michael von Hruschka (geadelt von der britischen Queen) und der Wissenschaftler Peter Hruschka sind seine Neffen.
Am 3. März 2012 verstarb Hruschka in Hamburg an Darmkrebs.